# Vêtement piézo-électrique
Un vêtement piézo-électrique (ou piézoélectrique) est un vêtement expérimental, qui exploite l'effet piézoélectrique pour transformer les mouvements habituels de la personne en électricité qu'elle peut utiliser pour certains besoins.

## Contexte
Des inventions visant la production d’électricité à partir des mouvements du corps humain ont vu le jour, transformant le corps en centrale électrique, produisant de l’énergie surtout à partir de points stratégiques comme les coudes, les genoux ou encore les poignets. Par exemple, une invention déjà en service a été la montre se remontant avec les mouvements du poignet. Un sac à dos a aussi été conçu pour tirer profit des mouvements verticaux des hanches et des épaules et produire une puissance de 7 watts, mais avait une masse de 38 kg. En 2002, une applique de 7 kg, se fixant de part et d’autre du genou a aussi été inventée. Elle produisait 5 watts mais son gros problème était qu’elle fatiguait 20 % de plus le genou du porteur.
En 1880, les frères Curie avaient déjà constaté que lorsque l’on appliquait une contrainte mécanique à un cristal de quartz, une tension électrique sur certaines de ses faces apparaissait. Cette tension vient en fait du réarrangement des ions qui composent le cristal de neutre, celui-ci passe à polarisé.

## Principe
Des chercheurs d’Atlanta aux États-Unis ont mis au point une fibre capable de produire de l’électricité à base de mouvements. Conçues par couples, en bougeant, se tordant ou s’étirant, ces fibres microscopiques génèrent de l’électricité en convertissant l’énergie mécanique. Celles-ci sont appelées nanofibres car elles sont de la taille du nanomètre, soit un milliardième de mètre, ou plus explicitement : moins de la taille d’un centième du diamètre d’un cheveu. Les nanofibres sont intégrées dans les tissus des vêtements, tentes ou autres et accumulent l’énergie nécessaire pour faire fonctionner ou recharger des appareils mobiles, ce  qui ouvrirait la porte à la fabrication de vêtements générateurs de courant continu.
Tout cela revient à la propriété qu’ont certains matériaux de produire du courant quand on leur applique une contrainte mécanique, que ce soit une déformation, torsion ou vibration, ce que les scientifiques appellent l’effet piézo-électrique

## Fabrication
Les générateurs sont constitués de fibres de kevlar, n’ayant pas grand-chose à voir avec le coton ou le nylon, cette fibre est composée de fils hybrides combinant des fibres synthétiques en kevlar pour assurer la solidité et des nanofils en oxyde de zinc, sachant que ceux-ci ont la propriété intéressante de convertir l’énergie mécanique en énergie électrique par effet piézoélectrique.
Ces fibres de kevlar sont tout d’abord enduites d’un polymère (le tétraéthoxysilane) avant d’être recouvertes d’une couche de nanofils d’oxyde de zinc, ZnO, générateurs de courant. Une immersion dans une solution particulière provoque alors la croissance des nanofibres, c’est ce que le professeur Wang aura réellement fait, c’est faire pousser un matériau cristallin sur une fibre souple, et dans ce cas, ce sont  des cristaux hexagonaux d’oxyde de zinc ayant des propriétés piézoélectriques et semi-conductrices. Fixées radialement sur la fibre de kevlar, elles évoquent une brosse et enfin, une fibre sur deux est recouverte d’une fine couche d’or. Les fibres de kevlar recouvertes d’oxyde de zinc sont vertes, tandis que celles recouvertes d’une fine couche d’or sont jaune or. Ces nanofils sont invisibles à l’œil nu car ce sont des structures qui ont un diamètre de 40 milliardièmes de mètre, et une longueur atteignant plus de 80 fois leur diamètre, soit 3,5 millionièmes de mètre. L’ensemble ressemble à une brosse pour laver les biberons contenant des milliards de poils.
Une fois fabriqués, ces nanofils, mêlés à des fibres de tissus pourraient être incorporés dans des tissus de rideaux ou de tentes pour transformer l’énergie du vent,de vibrations sonores ou d’un quelconque mouvement en un courant électrique. Le générateur obtenu est alors souple et dans un tissu de vêtement, il pourrait récupérer l’énergie des mouvements du corps.

## Le générateur
En se frottant, bougeant et se courbant, on obtient la contrainte mécanique nécessaire à l’apparition de la tension électrique recherchée, une fibre d’oxyde de zinc contre une fibre hérissée des mêmes filaments mais recouverte d’une couche d’or de 350 nanomètres d’épaisseur, et l’une arrache des électrons à l’autre, ceux-ci passant par les fibres de kevlar et les fils électriques pour retourner à leur emplacement d’origine, la borne devenue positive créant ainsi un courant continu, et en multipliant les fibres génératrices, on multiplie la quantité d’énergie électrique produite. 
Une fois cette énergie produite, on peut décider de la stocker ou de l’utiliser comme nous le désirons.
Pour agiter ces fibres, plusieurs solutions sont possibles comme en intégrant celles-ci dans une chemise, et elles formeraient ainsi une source d’énergie flexible et pliable. Les chercheurs espèrent aller plus loin et améliorer ces générateurs en combinant ces nanofibres en plusieurs épaisseurs dans le tissu d’un vêtement, ce qui fournirait une source d’énergie pratique car on pourra la porter comme elle serait flexible, pliable et portable.

## Productivité
Jusqu’ici, les chercheurs ont mesuré un courant d’environ 4 à 5 nanoampères et un voltage de 4 millivolts à partir d’un nanogénérateur composé de deux fibres, soit une paire de fibres d’un centimètre de longueur chacune. Si l’on marche, la production serait, pour 80 frottements par minute, d’environ 80 milliwatts par chemise, soit 80 milliwatts par mètre carré de tissu, ce qui est espéré par les chercheurs pour alimenter un téléphone, un baladeur ou des dispositifs médicaux de la taille du nanomètre, dont serait équipée la personne porteuse du tee-shirt. Et en tissant plusieurs couches de fibres, on peut fabriquer des vêtements capables d’alimenter des appareils électroniques comme un GSM (belgicisme) à partir des mouvements du porteur en sachant qu’un million de fibres suffisent pour alimenter un ipod. C’est pourquoi le plus gros défi des chercheurs est d’augmenter la tension et la puissance, ce qui réside dans l’amélioration du procédé de fabrication pour que le plus de nanofils possible soit sollicité et génère de l’électricité simultanément et en continu. Frottées l’une contre l’autre une fois par seconde, le courant créé par les fibres approche de 5 picoampères (10 exposant -12 ampères) pour une tension de 3 millivolts. Les auteurs ont tissé un fil avec des fibres de kevlar et 3 paires ont produit 50 fois plus de courant qu’une seule paire, ce qui est encourageant. Mais toutefois, avant de pouvoir commercialiser cette source d’énergie, il faut encore améliorer le rendement. 

## Avancement du projet
Des tests ont été menés en laboratoire et ont permis de produire de l’énergie avec les doigts grâce à l’intégration de ces fibres dans un gant, que l’on aurait pu qualifier de magiques si on ne les connaissait pas. Un million de celles-ci suffisent pour produire suffisamment d’électricité pour alimenter un ipod, sachant que, selon les chercheurs y travaillant, 1 million de fibres représente en taille la circonférence d’un grain de sable. Cette nouvelle nanotechnologie devrait être opérationnelle en 2013 et intéresse les industriels et l’industrie militaire, en plus des loisirs numériques, car cela permettrait d’alléger l’équipement des troupes en les dispensant de transporter des batteries pour recharger tous les appareils technologiques qu’ils portent tout le temps.
Pourtant, le projet du Professeur Wang n’est encore qu’à ses débuts et n’est pas encore assez productif pour alimenter un baladeur car les courants produits sont faibles, très faibles et trop faibles et il faudra encore attendre avant que tout cela ne soit commercialisé car cela prendra peut-être encore du temps pour augmenter le rendement mais du côté des industriels, tout est fait pour réduire la consommation électrique des différents produits et nous pouvons donc espérer voir un jour sortir ces générateurs de courant en rayon car les deux voies de recherche finiront probablement par se rencontrer.
Un autre défaut est que les fibres ne supportent pas 1 lavage car l‘oxyde de zinc ne supporte pas l‘humidité, mais ceci peut être réglé en mettant les fibres entre deux couches lavables et imperméables. Un gros détail à régler est aussi la durée de vie des fils qui n’est que de cinquante heures. Un autre problème rencontré est aussi le coût de production qui est élevé, mais si on arrivait à augmenter sa productivité tout en baissant les coûts de production des nanogénérateurs, cela peut s’avérer rentable. Mais il faut savoir que cela n’est pas facile car cela nécessite des techniques de pointe, et l’emploi de métaux chers comme l’or ou le platine.  Le produit n’est pas encore prêt d’être dans les rayons mais la fibre, elle, existe déjà.
On peut donc rêver et imaginer des générateurs à plusieurs sources qui pomperaient l’énergie de  l’environnement sous ses multiples formes comme le soleil, le vent, le bruit ambiant, la chaleur ou les mouvements des vêtements et des rideaux.

## Débouchés
À part les générateurs conçus pour des équipements électroniques, Wang vise les nanosystèmes car les sources d’énergie à l’échelle du nanomètre sont quasi inexistantes, alors que le besoin se fait de plus en plus pressant devant les applications allant de la médecine à la défense en passant par la surveillance de l’environnement. Et pour le chercheur comme d’autres, les meilleures sources d’énergie sont celles présentes à la base dans le milieu ambiant. On essaie donc de créer des modèles de générateurs miniatures pour alimenter des petits appareils électroniques ou des implants médicaux mais on pense aussi à des générateurs plus puissants, par exemple pour alimenter des appareils mobiles.
Les capteurs étant autonomes, ils promettraient d’alimenter de minuscules dispositifs implantés dans le corps humain et de ne pas devoir changer de piles , mais cela, bien après avoir eu les chemises ou tee-shirt piézo-électriques, et ces dispositifs détourneraient une infime partie de votre corps pour surveiller diverses choses comme le rythme cardiaque ou le taux de cholestérol.

## Schéma
Schéma d'une paire de fibres nanogénératrices de courant